# Himantoides perkinsae
Himantoides perkinsae är en fjärilsart som beskrevs av Clark 1933. Himantoides perkinsae ingår i släktet Himantoides och familjen svärmare. Inga underarter finns listade i Catalogue of Life.